# Ancien corps de garde de la Porte des Juifs
L'ancien corps de garde de la Porte des Juifs est un monument historique situé à Strasbourg, dans le département français du Bas-Rhin.

## Localisation
Ce bâtiment est situé au 3, rue Pierre-Bucher à Strasbourg.

## Historique
L'édifice fait l'objet d'une inscription au titre des monuments historiques depuis 1988.